# Tociljevac
Tociljevac falu Horvátországban Belovár-Bilogora megyében. Közigazgatásilag Nova Račához tartozik. 

## Fekvése, éghajlata
Belovár központjától légvonalban 15, közúton 19 km-re délkeletre, községközpontjától 3 km-re délre, a Račačka-folyó mentén fekszik. Északról a Raktovec, délről a Jesenova-patak, a Račačka két mellékvize határolja.

## Története
A falu területe a 17. századtól népesült be, amikor a török által elpusztított, kihalt területre folyamatosan telepítették be a keresztény lakosságot. 1774-ben az első katonai felmérés térképén ugyan még Nova Rača részeként, de már láthatók a település házai. A település katonai közigazgatás idején a szentgyörgyvári ezredhez tartozott. A katonai közigazgatás megszüntetése után Magyar Királyságon belül Horvát–Szlavónország részeként, Belovár-Kőrös vármegye Belovári járásának része volt. 1890-ben 215, 1900-ban 216 lakosa volt. 1918-ban az új szerb-horvát-szlovén állam, majd később Jugoszlávia része lett. 1941 és 1945 között a németbarát Független Horvát Államhoz, majd a háború után a szocialista Jugoszláviához tartozott. 1991-től a független Horvátország része. 1991-ben csaknem teljes lakossága horvát nemzetiségű volt. 2011-ben a településnek 94 lakosa volt. 

## Lakossága
| Lakosság változása | Lakosság változása | Lakosság változása | Lakosság változása | Lakosság változása | Lakosság változása | Lakosság változása | Lakosság változása | Lakosság változása | Lakosság változása | Lakosság változása | Lakosság változása | Lakosság változása | Lakosság változása | Lakosság változása | Lakosság változása |
| ------------------ | ------------------ | ------------------ | ------------------ | ------------------ | ------------------ | ------------------ | ------------------ | ------------------ | ------------------ | ------------------ | ------------------ | ------------------ | ------------------ | ------------------ | ------------------ |
| 1857               | 1869               | 1880               | 1890               | 1900               | 1910               | 1921               | 1931               | 1948               | 1953               | 1961               | 1971               | 1981               | 1991               | 2001               | 2011               |
| 0                  | 0                  | 0                  | 215                | 216                | 0                  | 0                  | 0                  | 208                | 193                | 173                | 165                | 150                | 119                | 101                | 94                 |

(Lakosságát 1890-től számolják önállóan. 1921-ben és 1931-ben lakosságát Nova Račához számították.)